# 春 (中孝介の曲)
『春』（はる）は、日本の歌手、中孝介の通算5枚目のシングル。2008年4月9日発売。

## 解説
“春色作品集”と題し、タイトル曲の他にイルカの『なごり雪』、卒業ソング『旅立ちの日に』のカバーを収録。さらに、自身の2007年のヒット曲『花』の厳島神社でのライブ音源を収録。
タイトル曲は発売前の2月からのアコースティックライブツアー2008「種をまく日々」で初披露された。前作に続き大坂孝之介が楽曲提供。また、作詞を声優の浅野真澄が担当。
発売を記念して、インストアライブツアーを全国9箇所で開催（同4月19日〜5月25日）。
リスナー、特に中高年層の要望に応えてカセットテープでも発売された。

## 収録曲
| 1 | 春                        | 作詞：あさのますみ 作曲：大坂孝之介 編曲：河野伸 日本テレビ系「音楽戦士 MUSIC FIGHTER」4月度OPテーマ（4/4〜25） | 5:44 |
| 2 | なごり雪                  | 作詞・作曲：伊勢正三                                                                                            | 3:15 |
| 3 | 旅立ちの日に              | 作詞：小嶋登 作曲：坂本浩美                                                                                     | 4:29 |
| 4 | 花 (厳島神社Live Version) | 作詞：御徒町凧 作曲：森山直太朗                                                                                 | 5:30 |